# Markvartici
Markvarticové (též Markvartici) jsou někdejší starobylý šlechtický rod, jeden z prvních na území severních Čech. Dostali jméno po prvním doloženém předku (v roce 1159) Markvartovi, který za své služby vládnoucímu rodu Přemyslovců získal rozsáhlá území v povodí řeky Jizery. Jeho četní potomci v průběhu několika generací založili na tomto území hrady, městečka, kláštery a podle jejich pojmenování dali vzniknout řadě rodových větví, známých jako Lemberkové, Vartenberkové, Valdštejnové, Páni z Michalovic, Páni ze Zvířetic a další. Jejich společným erbovním znamením byl lev.

## Počátky rodu

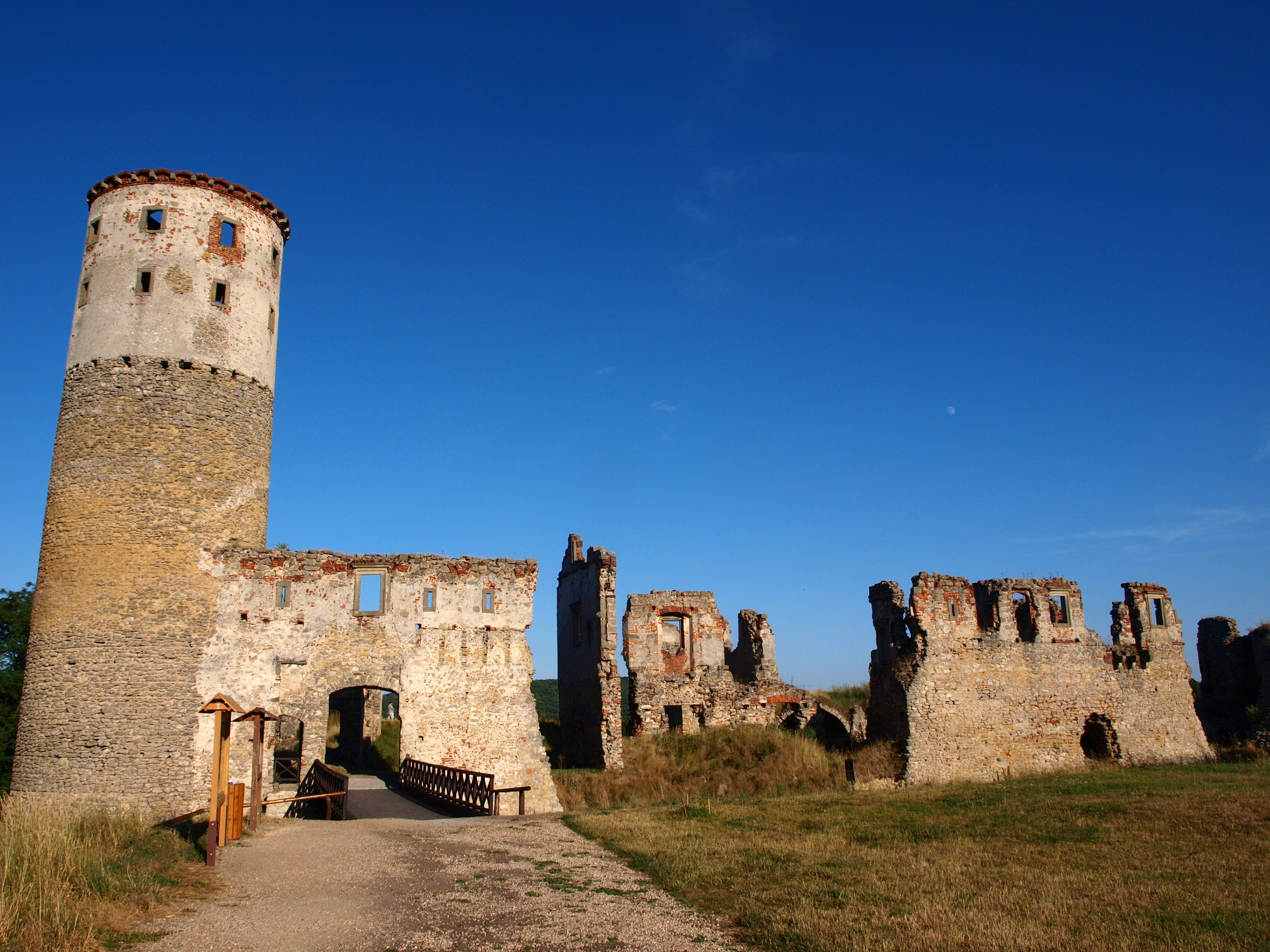
Zbytky hradu Zvířetice u Mladé Boleslavi

Protože se v 12. století nepoužívala příjmení, není dodnes možné s jistotou vytvořit rodovou posloupnost nejstarších Markvarticů a tak uváděná fakta jsou spíše hypotézami historiků. Jednou z nich je možnost, že Markvartici byli následovníci charvátských knížat žijících předtím na tomto území. Není jisté, zda byli původem ze Saska, nebo částečně poněmčelý český rod. Používali zprvu jména česká i německá. Za nejstaršího z rodu Markvarticů je označován Markvart (Marquardus). Z roku 1144 se jeho jméno jakožto svědka vyskytlo na listině týkající se založení kláštera v Plasech. Další záznam o Markvartovi (snad to byl tentýž) je z roku 1159, kdy již byl komořím u dvora knížete, později krále Vladislava II., a za svou službu dostal výsluhou spolu se svým bratrem Benešem od krále velká území zejména u horního toku Jizery. Král jim daroval nově budovaný klášter v Hradišti na soutoku Jizery a Zábrdky.
Markvart měl tři nám známé syny, Heřmana, Havla a Záviše. O pokračování rodu se postaral Heřman. O jeho bratrech víme málo, Havel byl kanovníkem a Záviš byl roku 1184 purkrabím v Mladé Boleslavi.

## Heřman a rozvětvení rodu
Záznamy o Heřmanovi jsou z let 1175 až 1197. V roce 1175 sloužil u dvora jako maršálek, roku 1197 byl purkrabím v Kladsku. Jeho zásluhou byl dostavěn kolem roku 1177 klášter Hradiště nad Jizerou, sídlo Cisterciáckého opatství Panny Marie. Cisterciáci přinesli s sebou z Plas znalost pokrokových forem zemědělství.
Heřman měl tři syny a díky nim byl praotcem řady významných šlechtických rodin:
- Beneš (též Beneš Heřman zvaný Okrouhlý, doložen 1197–1222) – budyšínský purkrabí, předek pánů z Michalovic a pánů z Velešína
- Markvart z Března (doložen 1197–1228) – děčínský purkrabí, od jeho synů pocházejí další větve rodu:
  - Jaroslav – předek pánů z Valdštejna; další větve, z Dětenic, z Rohozce, a z Rotštejna brzy vymřely
  - Havel – předek pánů z Lemberka a ze Zvířetic, držel též Kladsko
  - Markvart (doložen 1255–1268) – předek pánů z Vartenberka
- Záviš z Ralska

## Významnější členové rodu

### Lemberkové
- Havel z Lemberka

### Páni z Michalovic
- Jan I. z Michalovic
- Jan II. (Ješek) z Michalovic
- Jan III. z Michalovic zvaný Michalec

### Valdštejnové
- Heník z Valdštejna a Židlochovic
- Albrecht z Valdštejna
- Jan Bedřich z Valdštejna
- Hašek z Valdštejna

### Vartenberkové
- Beneš z Vartenberka
- Jan I. z Vartenberka
- Čeněk z Vartenberka